# Разливайки
Разливайки — деревня в городском округе город Бор Нижегородской области России. Входит в состав административно-территориального образования Линдовский сельсовет.
Деревня расположена на окраине лесного массива, примерно в 40 км от областного центра Нижнего Новгорода, соседние населённые пункты — село Линда в 1,5 км на север (там же находится одноимённая железнодорожная станция) и деревня Остреево — в 1 км насеверо-восток, высота центра над уровнем моря — 87.

## Население
| 2002 | 2010 |
| ---- | ---- |
| 35   | ↗41  |

Население полностью русские. Вера — старообрядчество (беспоповство).

## Топографические карты
- Лист карты O-38-125 Бор. Масштаб: 1 : 100 000. Издание 1986 г.
- Лист карты O-38-XXXIII. Масштаб: 1 : 200 000. Состояние местности на 1986 год. Издание 1994 г.